# Carl Kostka
Pour les articles homonymes, voir Kostka.
Carl  Franz Albert Kostka (3 décembre 1846 – 28 décembre 1921) est un mathématicien. Il est connu pour avoir introduit, en 1882, ce qu'on appelle maintenant les nombres de Kostka en 1882.  
Kostka est né à Lyck, qui se trouvait en Prusse orientale, maintenant en Pologne. 
Il a vécu et travaillé à Insterburg (maintenant Tcherniakhovsk). Il y est professeur de mathématiques (Oberlehrer) au lycée royal et scientifique (Königliches Gymnasium und Realgymnasium). 